# Koronaudladning
Indenfor elektricitet er koronaudladning eller korona er en elektrisk udladning dannet via ionisering af en fluid om en leder som har en høj spændingsgradient om sig.  Koronaudladning vil ske når det elektriske felts "styrke" (spændingsgradienten) om lederen er høj nok til at forme et elektrisk ledende område, men ikke højt nok til at lave gnister eller lysbuer til objekter i nærheden.
Koronaudladning ses ofte som et blålig (eller anden farve) glød i luften ved spidse eller skarpe (metal)ledere som leder høje spændinger.
Spontane koronaudladninger er uønskede, da der spildes energi i højspændingsystemer eller når den høje kemiske aktivitet i koronaudladninger skaber giftige eller farlige stoffer såsom ozon. Styrede koronaudladninger bliver anvendt i forskellige former for filtreringer, laserprintere (xerografi) og andre processer.